# Nova Luzitânia (kommun)
Nova Luzitânia är en kommun i Brasilien.   Den ligger i delstaten São Paulo, i den södra delen av landet, 600 km söder om huvudstaden Brasília. Antalet invånare är 3 441.
Följande samhällen finns i Nova Luzitânia:
- Nova Luzitânia

Trakten runt Nova Luzitânia består i huvudsak av gräsmarker. Runt Nova Luzitânia är det glesbefolkat, med 11 invånare per kvadratkilometer.